# Знаменитые любовные истории
«Знаменитые любовные истории» (фр. Les Amours célèbres) — франко-итальянский кинофильм 1961 года.

## Сюжет
Фильм состоит из четырёх новелл, рассказывающих о знаменитых любовных историях, но не претендующих при этом на историческую достоверность.
- Лозен

«Король-Солнце», Людовик XIV, (Филипп Нуаре) обратил внимание на прекрасную мадам де Монако, официальным любовником которой являлся маркиз де Лозен (Жан-Поль Бельмондо). Чтобы избавиться от соперника, король отправляет его со срочным поручением в Бастилию, на другой конец Парижа. В письме короля, которое маркиз доставляет коменданту тюрьмы (Ги Трежан), содержится просьба задержать его на всю ночь под каким-либо предлогом. Но всё же Лозену удаётся бежать, и он направляется в замок короля, который готовится к свиданию с мадам де Монако. Королевский слуга Шампань (Мишель Галабрю) отправляется за ней, а в это время Лозен, незаметно проникнув в замок, запирает дверь в спальню Людовика на ключ, который забирает с собой. При появлении мадам де Монако, которая не может войти в спальню, король отправляет Шампаня за ключом. Тот, перебрав сотни ключей, никак не может найти нужный, но тут появляется Лозен и сообщает ему, что ключ находится у мадам де Монтеспан, фаворитки короля. Слуга идёт к ней за ключом и тем самым выдаёт намерение короля провести ночь с другой. Разъярённая фаворитка направляется к спальне короля, у двери которой и застаёт свою соперницу. После выяснения отношений с ней, так и не встретившись с королём, мадам де Монако возвращается в свою спальню, где её ждёт маркиз де Лозен.
- Женни де Лакур

При президенте Жюле Греви нравы были более строгими, и внебрачные связи осуждались. Во второй новелле речь идёт о Женни де Лакур (Симона Синьоре), которая так хотела сохранить свою любовь, что уничтожила её.
Однажды, вернувшись домой со своим молодым любовником графом Рене де Ла Рошем, Женни стала просить его остаться, но он, сославшись на важные дела, ушёл. Едва выйдя из дверей своей немолодой любовницы, граф был облит серной кислотой, в результате чего потерял зрение. Расследование этого дела поручается комиссару Массо, который быстро устанавливает имя преступника. Им оказывается хромой парфюмер Годри, иногда поставляющий духи мадам де Лакур. Во время допроса Годри утверждает, что сделал это из-за того, что граф смеялся над его хромотой. Но у комиссара есть свои подозрения по поводу мотивов преступления. Он считает, что стареющая женщина поручила парфюмеру ослепить своего любовника, чтобы удержать его. Ведь погрязший в долгах граф намеревался жениться на девушке из богатой семьи, чтобы поправить свои финансовые дела. С Женни он познакомился пять лет назад и приложил немало усилий, чтобы завоевать её — бывшую любовницу императора, из-за которой покончил с собой один князь. Поначалу он гордился связью с ней, но в последнее время уделял ей всё меньше внимания. Чтобы убедиться в правильности своих подозрений, комиссар придумывает план: Женни сообщают, что зрение Рене можно спасти, если использовать специальную мазь; вслед за этим горничная передаёт ей флакон с серной кислотой, якобы переданный ей парфюмером; а комиссару, спрятавшемуся за гардинами, остаётся только ждать, когда она воспользуется кислотой вместо мази, чтобы окончательно ослепить графа. Его расчёт оказался верным и вина Женни установлена, но, услышав об аресте, она пытается бежать и погибает под колёсами экипажа.
- Агнесса Бернауэр

1433-й год. Баварский принц Альберт (Ален Делон), направляясь к своей невесте принцессе Берте фон Вюртемберг, делает остановку в Аугсбурге. Там он знакомится с дочерью местного цирюльника Агнессой (Брижит Бардо) и влюбляется в неё без памяти. С помощью своего друга Тёрринга (Жан-Клод Бриали) он похищает её и тайно женится на ней, а принцессе Вюртембергской отправляет известие о расторжении помолвки. Его тётя, маркграфиня Урсула, только рада такому повороту событий, поскольку в молодости по вине своего брата, Великого герцога Эрнеста, отца Альберта, не смогла выйти замуж за любимого из-за его недостаточно высокого титула. Теперь она решает помочь влюблённым и убедить брата признать их брак. Но герцог отрекается от сына и лишает его права наследовать баварский престол. Тогда Альберт при поддержке маркграфини и её армии решает захватить власть в Баварии силой и объявляет отцу войну. Герцог приказывает инквизиторам доказать, что Агнесса — колдунья, приворожившая принца. Люди герцога похищают её, и она предстаёт перед судом, который приговаривает её к смерти.
- Мадемуазель Рокур

Барон де Жоншер имеет связь c лучшей актрисой одного из театров, мадемуазель Рокур, которая рискует потерять своё положение в театре из-за молодой талантливой мадемуазель Дюшенуа (Анни Жирардо), постепенно оттесняющей её на второй план. Соперницы ненавидят друг друга и распускают друг о друге слухи один ужаснее другого. Наконец, терпение м-ль Рокур кончается, и она требует от барона вызвать любовника м-ль Дюшенуа, Антонио Вилла, на дуэль. Барон не осмеливается ослушаться, тем более что Вилла сам даёт ему повод, высмеивая м-ль Рокур. Однако Вилла отказывается от дуэли. Это возмущает м-ль Дюшенуа, которая тут же на глазах у барона расстаётся со своим трусливым любовником. Восхищённый её поступком де Жоншер начинает флиртовать с ней. Свидетельницей этой сцены становится Рокур, более того, она замечает, что барон начинает отдавать предпочтение молодой актрисе. Чувствуя, что вряд ли сможет справиться с молодой, красивой и талантливой соперницей, Рокур решает действовать по-другому и отправляется на поиски ещё более молодой, красивой и талантливой актрисы, которая смогла бы затмить Дюшенуа. Посетив все театры города, Рокур наконец находит ту, которую искала, — мадемуазель Жорж (Мари Лафорэ), которую берёт в ученицы. После блистательного дебюта Жорж барон, уже давно положивший на неё глаз, бросает ради неё Рокур и Дюшенуа. Это становится началом дружбы отвергнутых соперниц.